# París-Niça 2002
La París-Niça 2002 fou la 60a edició de la París-Niça. Aquesta cursa ciclista es va disputar entre el 10 i el 17 de març de 2002 sobre un recorregut de 1.202,7 km repartits entre set etapes i un pròleg. La victòria final fou pel kazakh Aleksandr Vinokúrov (Team Telekom), que fou acompanyat al podi pels francesos Sandy Casar (FDJ) i Laurent Jalabert (Team CSC).
En les classificacions secundàries Alessandro Petacchi (Fassa Bortolo) guanyà els punts, Vladimir Miholjevic (Alessio) la muntanya, Casar la dels joves i Axel Merckx (Domo-Farm Frites) la combativitat. La classificació per equips fou pel Cofidis.

## Etapes
| Etapes   | Data       | Recorregut                    | Km    | Vencedor d'etapa          | Líder de la general       |
| -------- | ---------- | ----------------------------- | ----- | ------------------------- | ------------------------- |
| Pròlog   | 10 de març | Issy-les-Moulineaux (CRI)     | 5,2   | László Bodrogi (HUN)      | László Bodrogi (HUN)      |
| 1a etapa | 11 de març | Blois - Saint-Amand-Montrond  | 176,0 | Alessandro Petacchi (ITA) | Alessandro Petacchi (ITA) |
| 2a etapa | 12 de març | Molins - Belleville           | 170,0 | Robbie McEwen (AUS)       | Alessandro Petacchi (ITA) |
| 3a etapa | 13 de març | Saint-Étienne - Saint-Étienne | 156,0 | Laurent Jalabert (FRA)    | Didier Rous (FRA)         |
| 4a etapa | 14 de març | Pertuis - Toló-Mont Faron     | 175,0 | Aleksandr Vinokúrov (KAZ) | Aleksandr Vinokúrov (KAZ) |
| 5a etapa | 15 de març | Toló - Canes                  | 188,5 | Alessandro Petacchi (ITA) | Aleksandr Vinokúrov (KAZ) |
| 6a etapa | 16 de març | Sant Rafèu - Coll d'Esa       | 175,0 | Dario Frigo (ITA)         | Aleksandr Vinokúrov (KAZ) |
| 7a etapa | 17 de març | Niça - Niça                   | 157,0 | Robbie McEwen (AUS)       | Aleksandr Vinokúrov (KAZ) |

## Classificacions finals

### Classificació general
| Pos. | Vencedor            | Equip           | Temps        |
| ---- | ------------------- | --------------- | ------------ |
| 1.   | Aleksandr Vinokúrov | Team Telekom    | 30 h 39' 27" |
| 2.   | Sandy Casar         | FDJ             | + 55"        |
| 3.   | Laurent Jalabert    | Team CSC        | + 57"        |
| 4.   | Andrei Kivilev      | Cofidis         | + 59"        |
| 5.   | Aitor Garmendia     | Team Coast      | + 1' 23"     |
| 6.   | Jens Voigt          | Crédit Agricole | + 1' 38"     |
| 7.   | Didier Rous         | Bonjour         | + 1' 40"     |
| 8.   | Dario Frigo         | Tacconi Sport   | + 1' 44"     |
| 9.   | Mario Aerts         | Lotto           | + 1' 44"     |
| 10.  | Cadel Evans         | Mapei           | + 2' 17"     |

### Classificacions secundàries
- Classificació per punts:  Alessandro Petacchi (ITA)
- Classificació de la Muntanya:  Vladimir Miholjevic (CRO)
- Classificació dels joves:  Sandy Casar (FRA)
- Classificació per equips:  Cofidis